# Justin Frankel
Justin Frankel, född 1978, är en amerikansk programmerare. Justin Frankel har skapat program som Winamp, Gnutella, WASTE, Reaper, Jesusonic och NINJAM.

## Kuriosa
Justin Frankels namn finns omnämnt som en av flera upphovsmän i äldre versioner av Mozilla Firefox.
Justin Frankel och Steve Gedikian har skapat den något skämtsamma sidan Turn off The Internet